# ファクシミリ (書誌学)

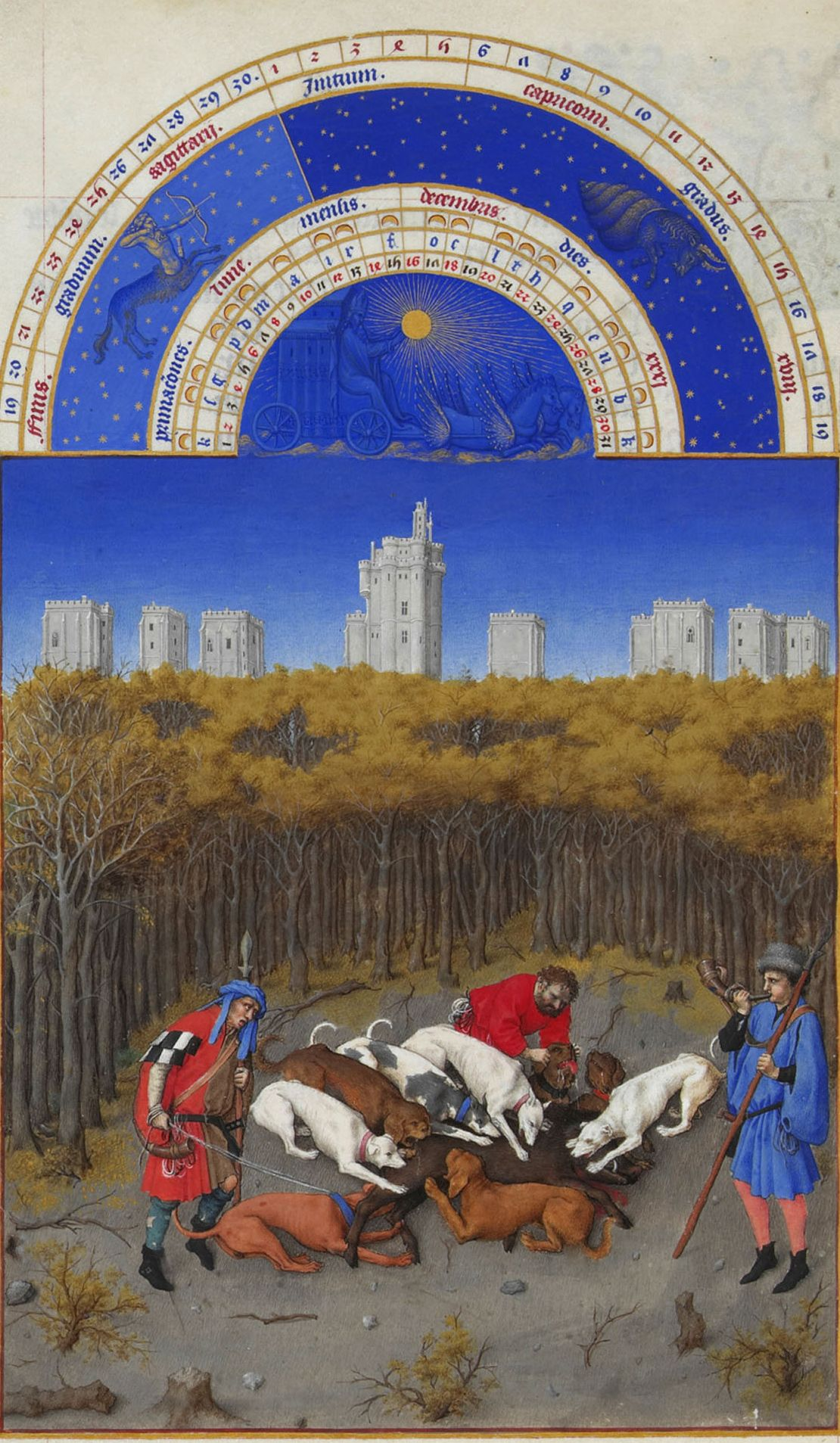
『ベリー公のいとも豪華なる時祷書』のように貴重な装飾写本は一般人のみならず研究者も精巧なファクシミリしか見られない。

書誌学におけるファクシミリ（英: facsimile）とは、歴史的価値を持つ典籍の原本・オリジナルを正確・忠実に複写・複製したものを指す。
その正確性・忠実性については、原本のあらゆる要素（大きさ、色、状態、材質など）について学術的に検討を行った上、可能な限りの再現を追求し製作する。
ファクシミリの用途の例として、原本を手にするつてを持たない学者が研究のために使ったり、保存修復とメディアの保全を図るために博物館や図書館で使われたりというものがある。多くは市販されており、解説書が付くこともある。それらは一般に500 - 2,000部程度に部数が限定されることもあり、米ドル換算で2,000 - 3,000ドルの価格がつけられる。

## 機械印刷の時代におけるファクシミリ
ファクシミリの技術の進歩は版画の進歩と密接に関係している。例えば地図はファクシミリ製作の初期によく扱われた主題だが、それらの作例は現代の基準から見ると原本に対する正確性をしばしば欠いていた。初期の例としてオルテリウスの地図 (1598) が挙げられる。18世紀の、特にリトグラフとアクアチントの進歩は、古典名画のファクシミリを爆発的に増やすことになり、これによって遠く離れた地でもそれらの絵の研究ができるようになった。

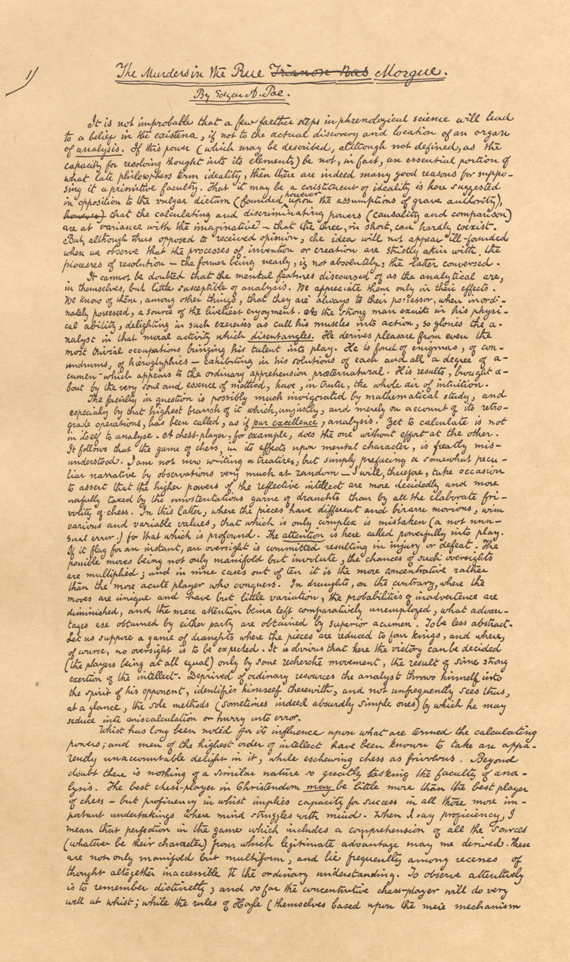
『モルグ街の殺人』のエドガー・アラン・ポーによるオリジナル手書き原稿のファクシミリ

現代ではファクシミリは一般に写真技術の一種を用いて作られる。

## ファクシミリと保存
『ベリー公のいとも豪華なる時祷書』のような重要な装飾写本は、ファクシミリとして一般展示されるだけでなく、学者もその高品質の複製にのみ拠って研究している場合がある。しかし一般の書籍の復刻工程とは異なり、ファクシミリはそのオリジナルの傷みまで再現するのと同様、オリジナルの色使いもより正確に再現している。これは装飾写本では特に重要である。
ファクシミリが最も適するのは印刷や手書きの文書であり、立体的な素材や独特の表面テクスチャを持つ油絵には適さない。それらの複製はしばしばレプリカと呼ばれる。